# 朴炫洙
朴 炫洙（パク・ヒョンス、박현수、1922年 - 2009年11月14日）は、大韓民国の軍人。最終階級は陸軍少将。

## 経歴
全羅南道出身。上智大学在学中、学徒出陣して陸軍航空隊に配属。終戦時少尉。
帰国後、軍事英語学校を卒業し、参尉に任官（軍番105番）。1951年3月、第35連隊長。砲兵戦力の強化人員として「16人の砲兵将星」の一人に選抜され、光州砲兵学校で3か月の基礎訓練を受けたのち米国に留学、帰国後は首都師団砲兵団長を経て第2軍団砲兵団長、第2師団長。1955年6月より再度渡米し、米陸軍参謀学校に留学。帰国後は連合参謀本部第1部長、第20師団長、第6軍団副司令官、第1軍管区司令官、第5軍管区司令官を経て1960年、朴正煕の後任で釜山の陸軍軍需基地司令官になった。1961年5月、慶尚南道地区戒厳事務所長兼任。5・16軍事クーデターには反対の立場であったため、更迭されて予備役編入。
1967年11月29日、大韓塩業公社社長。 
2009年、ソウル峨山病院にて死去。

## 年譜
- 1951年3月：第35連隊長
- 1952年10月：光州砲兵学校入学
- 1953年
  - 2月：帰国、首都師団砲兵団長
  - 5月9日：第2軍団砲兵団長
- 1954年5月：第2師団長
- 1955年6月：留学
- 1956年6月：帰国、連合参謀本部第1部長
- 1958年：第20師団長
- 1959年：作戦参謀副長、第6軍団副司令官、第5軍管区司令官
- 1959年12月21日：第1軍管区司令官
- 1960年7月28日：陸軍軍需基地司令官（～1961年8月25日）
- 1961年5月：慶尚南道地区戒厳事務所長
- 1967年11月29日：大韓塩業公社長